# Kölbingen
Kölbingen település Németországban, Rajna-vidék-Pfalz tartományban. Lakosainak száma 1009 fő (2023. december 31.).

## Népesség
A település népességének változása:
| Lakosok száma | 765  | 1031 | 1036 | 1001 | 987  | 989  | 1009 |
|               | 1975 | 2014 | 2017 | 2019 | 2021 | 2022 | 2023 |